# Tanya Byron
Tanya Byron (ur. 1967) – brytyjska psycholog, która stała się sławna w 2004/2005 dzięki programom takim jak Little Angels (w Polsce emitowany pod nazwą Niesforne aniołki) oraz House of Tiny Tearaways (w Polsce tłumaczony jako Poradnik Tanyi Byron oraz Dom małych krzykaczy), w których występowała jako ekspert pomagający rodzicom rozwiązywać problemy wychowawcze. Jest także współautorką książki na temat rodzicielstwa opartej na programie Little Angels.

## Życie prywatne
Ojcem Tanyi Byron był dyrektor telewizyjny John Sichel.
Mężem Tanyi jest aktor Bruce Byron, z którym ma dwójkę dzieci, Lily i Jacka.
Ona sama jest patronką organizacji pracującej z młodymi ludźmi w Północnym Londynie.

## Życie zawodowe
Tanya studiowała psychologię na Uniwersytecie York. Swoją karierę zawodową rozpoczęła w National Health Service, gdzie na początku pracowała z chorymi oraz osobami nadużywającymi środków odurzających. Dopiero później zaczęła zajmować się problemami z dziećmi i młodzieżą, w czym obecnie się specjalizuje. Oprócz sprawowania funkcji konsultantki jako psycholog kliniczny w National Health Service, uczy i prowadzi program w Departamencie Zdrowia dotyczący przemocy i agresji.